# حرائق غابات السويد 2018
حرائق غابات السويد 2018 في صيف عام 2018 حدث عدد كبير من حرائق الغابات (حرائق الغابات بشكل أساسي) في معظم أنحاء السويد. وفقًا لوكالة الطوارئ المدنية السويدية فهي الأكثر خطورة في البلاد في التاريخ الحديث. كان الصيف دافئًا وجافًا بشكل غير عادي، مما زاد زيادة كبيرة من خطر نشوب حريق. رجال إطفاء من دول متعددة شاركوا في مكافحة الحرائق. تم إجلاء العديد من الأشخاص من منازلهم، لكن لم تقع وفيات.

## موجة الحر والأسباب
شهدت السويد موجة حارة طويلة بشكل غير معتاد، ولم يكن لديها سوى 13 ملم (0.51 بوصة) من الأمطار من بداية مايو إلى أواخر يوليو. كان مايو 2018 أدفأ شهري مايو ويوليو كان 2018 أدفأ يوليو تم تسجيله في السويد. اعتبارًا من منتصف يوليو كانت درجات الحرارة في الدول الاسكندنافية أعلى من المعدل الطبيعي بـ 10 درجات مئوية (18 درجة فهرنهايت).
تم إشعال العديد من الحرائق من قبل أشخاص يستخدمون الشواء المتاح، على الرغم من حظر هذه الحرائق بسبب الظروف الجوية. بدأ بعضها بالصواعق.
حدثت حرائق الغابات أيضًا في البلدان المجاورة مثل الدنمارك وفنلندا والنرويج، ولكن لم يتم الإبلاغ عن وقوع إصابات بسبب حرائق الغابات في الدول الاسكندنافية.